# Hey Little Girl
Singles de Icehouse
Green Southern Land
(1982) Street Cafe
(1982)
Hey Little Girl est une chanson du groupe australien Icehouse, paru en single comme second extrait de l'album Primitive Man, en 1982. 

Ce titre rencontra un grand succès, rentrant dans le Top 20 de nombreux pays en 1982/83, permettant au groupe de se faire connaître internationalement.

## Liste des titres

### 7" single (Australie et Nouvelle-Zélande)
1. "Hey Little Girl" — 3:53
2. "Glam" (dance remix) — 6:40

### 7" single (UK/Europe)
1. "Hey Little Girl" — 4:10
2. "Love in Motion" — 3:34

### 12" single (Australie et Nouvelle-Zélande)
1. "Hey Little Girl" (extended dance remix)
2. "Glam"
3. "Glam" (extended dance remix)

### 12" single (UK/Europe)
1. "Hey Little Girl" (disco edit mix) — 7:00
2. "Hey Little Girl" — 3:40
3. "Can't Help Myself" (club disco mix) — 5:58

### 7" single (US)
1. "Hey Little Girl" — 3:40
2. "Mysterious Thing" — 4:21

### 12" single (US)
1. "Hey Little Girl" (extended version) — 6:11
2. "Hey Little Girl (dub version) — 6:14

### CD single (Allemagne)
1. "Hey Little Girl" (radio edit) — 3:45
2. "Hey Little Girl" (future house single) — 3:40
3. "Hey Little Girl" (x/tended edit) — 4:59
4. "Hey Little Girl" (DJ Darling vs DJ Sören) — 6:40
5. "Hey Little Girl" (original version) — 4:22

### 12" version (Allemagne)
1. "Hey Little Girl" (DJ Darling vs DJ Sören) — 6:40
2. "Hey Little Girl" (future house single) — 3:40
3. "Hey Little Girl" (X/tended edit) — 4:59
4. "Hey Little Girl" (radio edit) — 3:45

## Classement hebdomadaire
| Classement (1982-1983)                     | Meilleure position |
| ------------------------------------------ | ------------------ |
| Australie (Kent Music Report)              | 7                  |
| Suisse (Schweizer Hitparade)               | 2                  |
| Allemagne (Media Control AG)               | 5                  |
| Autriche (Ö3 Austria Top 40)               | 9                  |
| Pays-Bas (Single Top 100)                  | 12                 |
| Belgique (Flandre Ultratop 50 Singles)     | 13                 |
| Suède (Sverigetopplistan)                  | 12                 |
| Nouvelle-Zélande (RMNZ)                    | 9                  |
| Belgique (VRT Top 30 Flanders)             | 14                 |
| France (IFOP)                              | 13                 |
| Irlande (IRMA)                             | 15                 |
| Royaume-Uni (UK Singles Chart)             | 17                 |
| États-Unis (Billboard Hot Dance Club Play) | 55                 |
| États-Unis (Billboard Top Tracks)          | 31                 |